# Distrikt Recta
Der Distrikt Recta liegt in der Provinz Bongará in der Region Amazonas in Nord-Peru. Der Distrikt wurde am 20. Juli 1946 gegründet. Er besitzt eine Fläche von 28 km². Beim Zensus 2017 wurden 221 Einwohner ermittelt. Im Jahr 1993 lag die Einwohnerzahl bei 307, im Jahr 2007 bei 231. Sitz der Distriktverwaltung ist die etwa 2150 m hoch gelegene Ortschaft Recta mit 64 Einwohnern (Stand 2017). Recta befindet sich 1,6 km südsüdöstlich der Provinzhauptstadt Jumbilla.

## Geographische Lage
Der Distrikt Recta liegt in der peruanischen Zentralkordillere im Südosten der Provinz Bongará. Der Oberlauf des Río Imaza fließt entlang der nordöstlichen Distriktgrenze nach Nordwesten. Im Südwesten wird der Distrikt von einem über 3400 m hohen Bergkamm begrenzt.
Der Distrikt Recta grenzt im Westen an den Distrikt Jumbilla, im Nordosten an den Distrikt Chisquilla sowie im Südosten an den Distrikt Asunción (Provinz Chachapoyas).